# كميميات
الكَمِيمِيَّات أو القواقع العمياء (الاسم العلمي: Caecidae)، فصيلة تصنيفية من القواقع البحرية الصغيرة جداً أو الدقيقة أو الرخويات الصغيرة، المنتمية إلى الرخويات بطنيات القدم البحرية من رتبة ونكيات الشكل.